# Fiorini
Fiorini is een plaats in de gemeente Brtonigla in de Kroatische provincie Istrië. De plaats telt 145 inwoners (2001).